# Norderney
Norderney é uma cidade da Alemanha localizada no distrito de Aurich, estado de Baixa Saxônia.